# Simone Ritscher
Simone Ritscher (* 1. September 1959 in Bautzen) ist eine deutsche Schauspielerin.

## Leben und Karriere
Ritscher absolvierte von 1980 bis 1984 ein Schauspielstudium an der Theaterhochschule „Hans Otto“ in Leipzig. Danach war sie auf zahlreichen Theaterbühnen zu sehen, unter anderem am Stralsunder Theater, in Cottbus, Münster, Leipzig, Hamburg, Wolfsburg, Kassel, Bremen und Lübeck.
Ritscher spielte in vielen bekannten Fernsehserien mit. In der ARD-Soap Verbotene Liebe nahm sie von 1995 bis 1996 die Nebenrolle der Cecilia de Witt, in den Folgen 1739–1740 (2003) die Gastrolle der Christina Hansen und von Januar 2009 bis Januar 2011 die Hauptrolle der Maria di Balbi ein. Von 1997 bis 1998 verkörperte sie in den ersten drei Staffeln der Arztserie Alphateam – Die Lebensretter im OP die Hauptrolle der OP-Schwester Marion Oppermann. In der Kinderserie Die Kinder vom Alstertal verkörperte sie von 1998 bis 2004 die Hauptrolle der Carla Sommerland. Von September 2011 bis Juli 2013 verkörperte Ritscher in der ARD-Telenovela Sturm der Liebe die Hauptrolle der intriganten Unternehmerin Doris van Norden, die in den Staffeln 7 und 8 als Serienantagonistin fungierte.
Seit 2019 ist Ritscher im Stiftungsbeirat der IVQS-Stiftung gegen Altersarmut bei Schauspielern.
Ritscher war bis zu dessen Tod im Juni 2020 mit dem Schauspieler Lennardt Krüger verheiratet. Sie haben einen Sohn, Philipp. Ritscher lebt in Berlin.

## Filmografie
- 1991: Agentur Herz (Fernsehserie, 1 Folge)
- 1995–1996, 2003, 2009–2011: Verbotene Liebe (Fernsehserie, 521 Folgen)
- 1997: König auf Mallorca
- 1997: Die Sternbergs
- 1997: Die Männer vom K3 (Fernsehserie, 1 Folge)
- 1997–1998: Alphateam – Die Lebensretter im OP (Fernsehserie, 67 Folgen)
- 1998–2004: Die Kinder vom Alstertal (Fernsehserie, 36 Folgen)
- 1998: Hallo, Onkel Doc! (Fernsehserie, 1 Folge)
- 1998: Die Schule am See (Fernsehserie, 1 Folge)
- 1999: Mallorca – Suche nach dem Paradies (Fernsehserie, 11 Folgen)
- 2000–2006: Großstadtrevier (Fernsehserie, 2 Folgen, verschiedene Rollen)
- 2000: Doppelter Einsatz (Fernsehserie, 1 Folge)
- 2000: Die Rettungsflieger (Fernsehserie, 1 Folge)
- 2001: Für alle Fälle Stefanie (Fernsehserie, 1 Folge)
- 2001: Zwei Männer am Herd
- 2001: Mutterkind
- 2006: Küstenwache (Fernsehserie, 1 Folge)
- 2007: Ein rabenschwarzer Tag (Kurzfilm)
- 2011: Lena – Liebe meines Lebens (Fernsehserie, 7 Folgen)
- 2011–2013: Sturm der Liebe (Fernsehserie, 431 Folgen)
- 2018: Vorstadt-Tantra (Kurzfilm)
- 2019: Ria (Kurzfilm)
- 2024: WaPo Berlin (Folge: Mord nach Drehschluss)